# Amiga
Commodore Amiga ili Amiga je naziv za porodicu računala koje je proizvodila američka tvrka Commodore, koja su bila zasnovana na mikroprocesorima Motorola 68000, 68020, 68030 i 68040. Devedesetih godina su izašli i akceleratori za A1200, A3000 i A4000 sa 68060 i PowerPC 603e i 604e procesorima i dodacima kao što je SCSI priključak i konektor za Cybervision grafičke kartice.

## Povijest

### Amiga Corporation
Amigin chipset je dizajnirala mala tvrtka po imenu Amiga Corporation pred kraj prvog booma kućnih videoigara. Zbog industrijske špijunaže, chipset je tokom razvoja dobio kodno ime Lorraine. Amiga Corporation je financirala razvoj chipseta proizvodnjom joysticka i istovremeno tražila investitore. Chipset je trebao biti upotrijebljen u konzoli, ali zbog propasti tržišta videoigara 1983., Lorraine je postao osobno računalo. Prije nego što je Amiga Corporation uspjela izbaciti računalo na tržište, upala je u financijske probleme pa je Commodore kupio Amiga Corporation u kolovozu 1984.
Amiga je dizajnirana kao najbolje računalo za videoigre. Pošto konzole trebaju puno procesorske moći, memorije, audio i video hardvera, bilo je jasno da s relativno malim dodacima, poput operativnog sustava i tipkovnice, korisnik dobiva vrlo učinkovito osobno računalo.

### Commodore
Prvu Amigu, jednostavno nazvanu Amiga, izdao je Commodore 1985. ne spominjući ime firme. Reklamirana je kao nasljednika Commodorea 64 i kao konkurent tek izdanom Atariju ST. Poslije je preimenovana u Amigu 1000 (ili skraćeno A1000). A1000 je bila prava revolucija za svoje vrijeme. Mogla je prikazati 4096 boja i svirati 4 kanala 8- bitnog stereo zvuka te je bila prva osobno računalo s operativnim sustavom s preemptive multitaskingom i GUIem (Graphical User Interface, grafičkim korisničkim sučeljem) u boji, što je omogućavalo korisnicima izvršavanje više zadatka istovremeno.
1987. Commodore je izdao 2 nova modela Amige, Amigu 500 i Amigu 2000. A500 je bila reklamirana kao ulazni, "low end" model, a A2000 kao "high end". A500 postala je najpopularnija Amiga ikad, a koristila se uglavnom kao računalo za video igre. A2000 namijenjena je kao radna stanica ili za grafičku obradu, zbog svog ugrađenog SCSI-ja, genlock i video I/O konektora.
Godine 1990. Commodore izdaje Amigu 3000 kao nasljednicu A1000 i A2000. To je bila prva Amiga s poboljšanim chipsetom (ECS- Enhanced Chip Set) i drugom revizijom operativnog sistema, koji je na kraju dobio jednostavno ime AmigaOS. 
Iste godine Commodore izdaje 3 nove "low end" Amige: CDTV (Commodore Dynamic Total Vision), prvu konzolu s ugrađenim CD-ROM pogonom, Amigu 500+ s istim poboljšanjima (novi chipset i nova revizija AmigaOS-a) kao i Amiga 3000, i Amigu 600. Amiga 600 zapravo je kompaktnija verzija A500+, s IDE kontrolerom za spajanje hard diskova, bez numeričke tipkovnice. Sva 3 modela su bili komercijalni promašaji, najviše zbog slabog marketinga.
U tom razdoblju, cijene Amige bile su mnogo povoljnije od PC ili Macintosh računala, što im je rezultiralo boljoj prodaji u Europi, ali u SAD-u je Amiga zbog toga bila bila na glasu jeftinog računala za igru. Commodore je svoje proizvode prodavao u trgovinama igračkama, dodatno potičući stvaranje takve percepcije o Amigi. Ukupno gledajući, Amige su se vrlo uspješno prodavale u Europi, ali u SAD-u je prodano ispod milijun primjeraka. Razlog tome bila je dominantna tržišna pozicija PC u SAD-u, osobito kao radnog računala u poduzećima pa su potencijalni kupci postavljali pitanje "Da li je PC kompatibilna?", što bi im omogućilo da rade posao kod kuće ili da softver s posla instaliraju na svom kućnom računalu. Kao rezultat tih faktora, američko tržište Amiga sastojalo se samo od zaljubljenika u Amiga softver i hardver, ljudi kojima se nije sviđao PC i korisnika koji su koristili Amigu u video produkciji.
Godine 1992. Commodore izdaje Amigu 1200 i Amigu 4000. Oba modela su imala novi AGA (Advanced Graphics Architecture) chipset i novu, treću reviziju AmigaOS-a. Amiga 1200 je bila zamišljena kao nasljednik najpopularnije Amige 500, a Amiga 4000 je bila najjače osobno računalo svog doba i korištena je većinom u profesionalne svrhe.
Godine 1993. Commodore izdaje CD32, prvu CD-ROM baziranu i prvu 32-bitnu konzolu na svijetu. CD32 je bila specifikacijama vrlo slična Amigi 1200, a dodatkom tipkovnice, disketne jedinice i miša mogla se pretvoriti u Amigu 1200. 
Godine 1994. Commodore izdaje zadnji model Amige prije bankrota, Amigu 4000T, u tower kućištu.